# Efferia bardyllus
Efferia bardyllus este o specie de muște din genul Efferia, familia Asilidae. A fost descrisă pentru prima dată de Walker în anul 1849. Conform Catalogue of Life specia Efferia bardyllus nu are subspecii cunoscute.